# 李從茂
李從茂（1360年—1425年），全羅道長水縣（今全羅北道長水郡）人，朝鮮王朝時期將軍，諡號襄厚。他自幼長於弓馬，以多次擊敗倭寇而受朝鮮國王的重用。曾於1419年率朝鮮水軍攻打對馬島，並因此而出名。

## 生平
- 1360年，出生於全羅道長水縣。
- 1381年，與父在江原道擊退海賊，立下戰功。
- 1397年，再次擊退倭寇，封節度使、上將軍。
- 1401年，在第二次王子之亂中助朝鮮太宗奪得王位，受太宗重用。
- 1406年，受封為長川君。
- 1417年，任議政府參贊。
- 1419年，奉太上王之命征討對馬島。（己亥東征）回國後，獲賜馬一頭、衣一包。
- 1420年，封長川府院君。
- 1422年，以謝恩使身份赴中國明朝，翌年歸國。
- 1423年，被鄭希遠誣以不敬之罪，流放於珍島。途中因病，改流果川。
- 1425年，被平反，復官。同年病逝，諡號襄厚。

## 家族
- 子
  - 李昇平
  - 李德平
  - 李士平
- 女：李從茂有一女嫁德泉君李厚生（1397年-1456年，朝鮮定宗庶八子）

## 外部連結
- （繁體中文）朝鮮王朝實錄 （页面存档备份，存于）
-  1419年對馬島糠嶽戰爭中的李從茂將軍[永久]
- 首爾六百年史-李從茂 （页面存档备份，存于）